# 丽鳾
丽鳾（学名：Sitta formosa）为鳾科鳾属的鸟类。分布于锡金、印度、缅甸、老挝、越南以及中国大陆的云南等地，主要生活于沟谷林乔木树顶，主食昆虫。该物种的模式产地在印度大吉岭。